# Peter Bolliger
Peter Bolliger (ur. 18 maja 1937 w Bazylei, zm. 18 marca 2024) – szwajcarski wioślarz, brązowy medalista olimpijski.

## Kariera
Wystąpił na igrzyskach olimpijskich w Tokio w 1964, gdzie był siódmy w dwójkach bez sternika. Na rozgrywanych cztery lata później igrzyskach olimpijskich w Meksyku osada Szwajcarii w składzie: Denis Oswald, Hugo Waser, Peter Bolliger, Jakob Grob i Gottlieb Fröhlich (sternik) zdobyła brązowy medal w czwórkach ze sternikiem. W wyścigu finałowym o 3,42 sekundy przegrali z osadą Nowej Zelandii i o 0,84 sekundy z osadą NRD. 
W 1965 był trzeci w czwórce bez sternika na mistrzostwach Europy w Duisburgu, a w 1969 zdobył brąz w czwórce ze sternikiem na mistrzostwach Europy w Klagenfurcie.
Po zakończeniu kariery był sędzią sportowym i trenerem w klubie Blauweiss Basel. Bolliger był także członkiem Szwajcarskiej Federacji Wioślarskiej.